# الکساندر کشژانوسکی
الکساندر کشژانوسکی (لهستانی: Aleksander Krzyżanowski); (۱۸ فوریهٔ ۱۸۹۵ – ۲۹ سپتامبر ۱۹۵۱) با نام مستعار Wilk به معنی گرگ سرهنگ توپخانه نیروی زمینی لهستان، افسر سرویس پیروزی لهستان، اتحادیه مبارزه مسلحانه، فرمانده ناحیه ویلنیوس ارتش میهنی و زندانی سیاسی دوران استالینیسم بود. او پس از مرگش در سال ۱۹۹۴ به درجه سرتیپی ارتقا پیدا کرد.

## جنگ جهانی اول

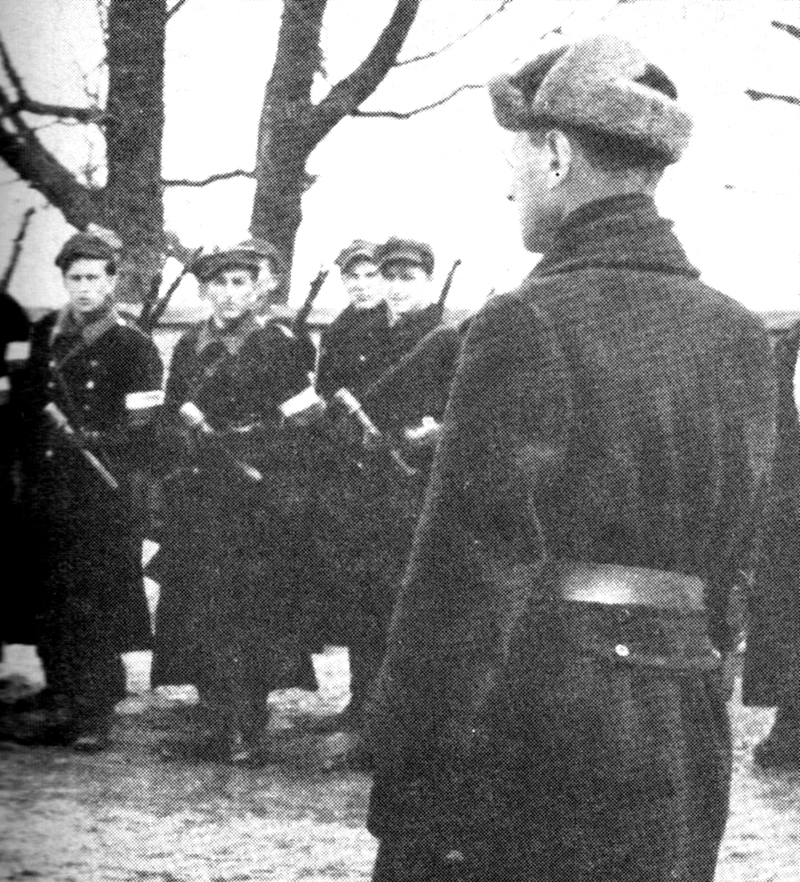
کشژانوسکی و سربازانش در سال ۱۹۴۴

الکساندر کشژانوسکی در بریانسک به دنیا آمد و در جنگ جهانی اول به خدمت اجباری ارتش روسیه درآمد تا در رسته توپخانه خدمت نماید.

## جمهوری دوم لهستان

### جنگ لهستان-شوروی
با استقلال لهستان در سال ۱۹۱۸ کشژانوسکی به ارتش تازه تأسیس این کشور پیوست و در جنگ لهستان-شوروی مشارکت داشت. او در سال ۱۹۱۹ صلیب دلاوری (لهستان) را دریافت نمود و در ژانویه ۱۹۲۰ در درگیری‌های سنگین نبرد دینبورگ مشارکت داشت.

### دوره میان‌دوجنگ
در جمهوری دوم لهستان کشژانوسکی به خدمت نظامی در جمهوری دوم لهستان ادامه داد.

## جنگ جهانی دوم

### دفاع از لهستان در سال ۱۹۳۹
در هنگام تهاجم آلمان نازی به لهستان کشژانوسکی فرماندهی هنگ ۲۶ توپخانه سبک از لشکر ۲۶ پیاده‌نظام لهستان به عنوان جزئی از ارتش پوزنان که تحت فرماندهی ژنرال تادئوس کوت‌سبا بود را به عهده داشت. واحد تحت امر او طی نبرد بزورا از میان رفت.

### مقاومت لهستان
با اشغال لهستان کشژانوسکی واحد پارتیزانی را در کوه‌های صلیب مقدس سازماندهی کرد اما پس از شکست این واحدها توسط نازی‌ها در اواخر اکتبر به ورشو رفت و به اولین نیروی مقاومت لهستان با نام سرویس پیروزی لهستان پیوست. در نوامبر او را به ویلنیوس فرستادند که بر اساس پیمان مولوتوف-ریبنتروپ به اشغال شوروی درآمده بود. مدتی بعد سرویس پیروزی لهستان به اتحادیه مبارزه مسلحانه تبدیل شد و در آوریل ۱۹۴۱ فرمانده ناحیه ویلنیوس آن به نام ژنرال نیکودم سولیک-سارنوفسکی توسط اِن‌کاوه‌ده بازداشت شد و کشژانوسکی به موجب حکم ژنرال استفان رووتسکی فرماندهی ناحیه ویلنیوس را در دست گرفت. در سال ۱۹۴۲ اتحادیه مبارزه مسلحانه مبدل به ارتش میهنی شد.
کشژانوسکی که به دنبال ساخت یک اتحاد ضد آلمانی طولانی مدت بود مذاکراتی را با نیروهای مقاومت بلاروس و لیتوانی داشت که ثمری نداشت، همچنین او دستوراتی را داده بود که به موجب آن نباید با هیچ گروه قومی از جمله یهودیان بدرفتاری شود. مذاکرات با شوروی نیز چندان ثمری نداشت زیرا استالین نمی‌خواست پس از پایان جنگ لهستان بار دیگر مستقل شود و شوروی باید کنترل نواحی که در سال ۱۹۳۹ از لهستان اشغال نموده بود را بازپس می‌گرفت. روابط میان شوروی و دولت در تبعید لهستان که ووادیسواف سیکورسکی رهبری آن را بر عهده داشت همواره متشنج بود که پس از کشف شواهد کشتار لهستانی‌ها توسط شوروی در کاتین به شدت وخیم شد.
پارتیزان‌های شوروی دستور داشتند تا واحدهای ارتش میهنی لهستان را از میان ببرند و ارتش میهنی نیز پارتیزان‌ها را دشمنی مانند نازی‌ها می‌دید. به موجب فرمانی که مسکو در ۲۲ ژوئن ۱۹۴۳ صادر نموده بود پارتیزان‌های شوروی در لهستان نبرد مسلحانه بر علیه پارتیزان‌های لهستانی را در کنار نبرد با آلمانی‌ها آغاز نمودند.

### همکاری با آلمانی‌ها
در ژانویه و فوریه ۱۹۴۴ پس از حملات سهمگین شبه‌نظامیان شوروی بر علیه واحدهای ارتش میهنی کشژانوسکی مذاکراتی را با آلمانی‌ها آغاز نمود. پس از گفتگو با مقامات محلی سرویس امنیت آلمان نازی و آبور توافق شد که واحدهای ارتش میهنی و آلمانی‌ها با یکدیگر همکاری نمایند.
هرچند که کشژانوسکی از امضا موافقتنامه صریح مبنی بر همکاری سرباز زد اما توافق مخفیانه‌ای انجام شد که بر اساس آن واحدهای ارتش میهنی تسلیحات و ملزوماتی را که آلمانی‌ها برای ایشان می‌گذاشتند را تصرف می‌کردند تا به این طریق تجدید قوا نمایند.
بدین ترتیب نیروهای آلمانی به صورت گسترده دست به عقب‌نشینی زدند و به جای آن‌ها واحدهای ارتش میهنی اداره نواحی را به دست گرفتند. ارتش میهنی جاسوس‌ها و مأموران آلمانی را بخشید و در مقابل نیروهای آلمانی نیز تعقیب و کشتار نیروهای ارتش میهنی را متوقف نمودند. البته باید توجه داشت که برخلاف فرانسه ویشی، نظام کوئیسلینگ در نروژ یا سازمان ملی‌گرایان اوکراین همکاری میان ارتش میهنی و آلمان نازی نه از جنس ایدئولوژیک که تنها یک همکاری تاکتیکی بوده‌است. انگیزه اصلی لهستانی‌ها از این همکاری کسب اطلاع از وضعیت نیروهای آلمانی و به دست آوردن سلاح‌هایی بود که به شدت به آن نیاز داشتند. هیچ عملیات مشترکی توسط لهستانی‌ها و آلمانی‌ها انجام نشد و تلاش آلمانی‌ها جهت اینکه لهستانی‌ها تنها با شوروی بجنگند ناموفق بود. همکاری محلی با واحدهای آلمانی توسط فرماندهان جز ارتش میهنی نامعمول بود و فرماندهی عالی ارتش میهنی آن را تقبیح می‌کرد.

### نبرد با لیتوانیایی‌ها

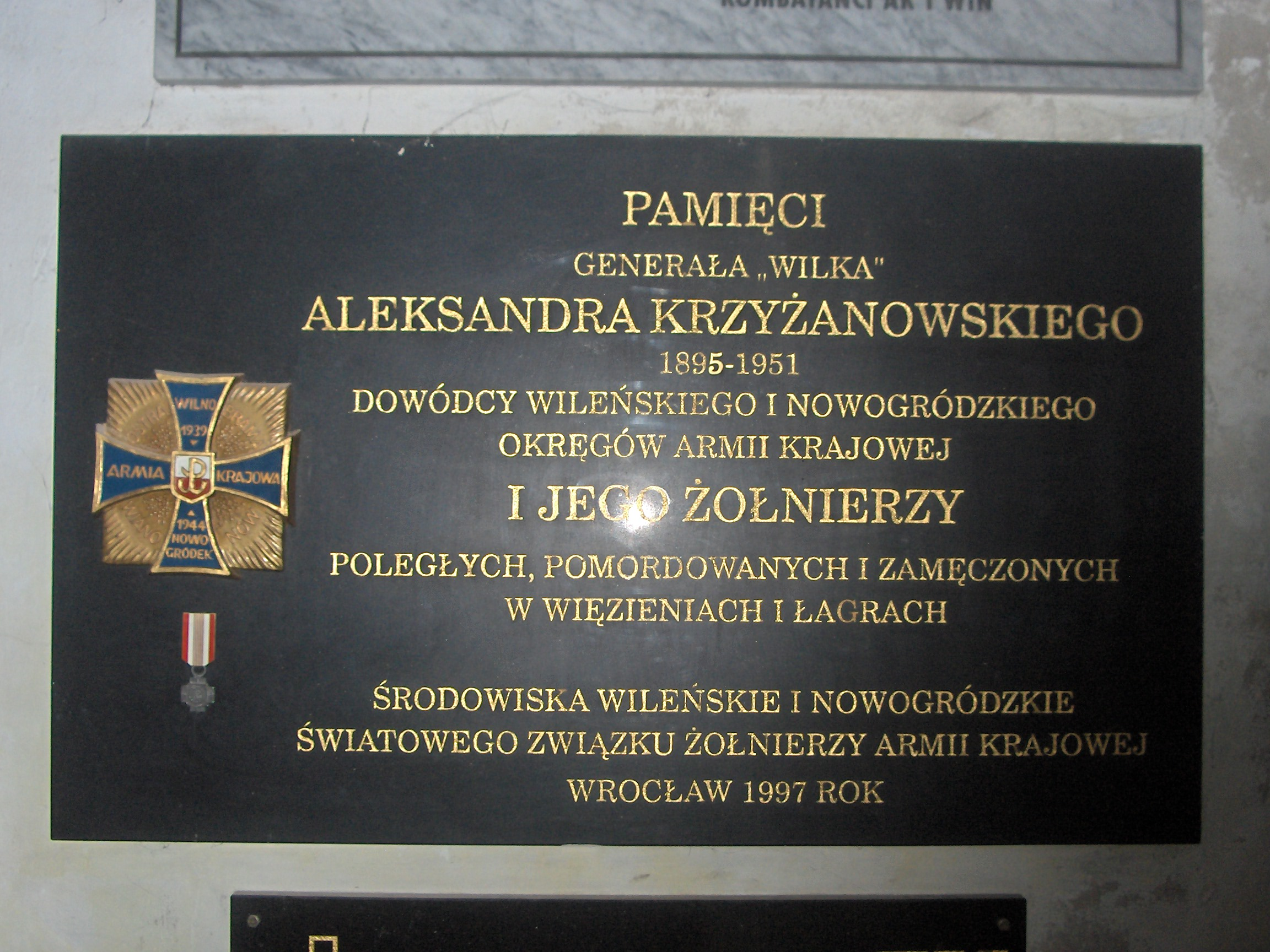
لوح یادبود کشژانوسکی و سربازانش در ارتش میهنی

در مه ۱۹۴۴ نیروهای مقاومت لهستان توسط نیروهای دفاع منطقه‌ای لیتوانی به فرماندهی ژنرال پوویلیاس پله‌چاقیسیوس مورد حمله قرار گرفتند. در ابتدا کشژانوسکی سعی کرد تا با آن‌ها مذاکره نماید اما لیتوانیایی‌ها می‌خواستند که تمام نیروهای تحت امر ارتش میهنی یا از ناحیه ویلنیوس عقب‌نشینی نمایند یا آنکه قیمومت لیتوانی بر این ناحیه را بپذیرند. کشژانوسکی این شرایط را نپذیرفت و به زودی جنگ میان نیروهای لهستانی و لیتوانیایی آغاز گشت که طی نبرد موروانا اوشمیانکا در روزهای ۱۳ و ۱۴ مه به پیروزی لهستانی‌ها منجر شد. پس از این نبرد کشژانوسکی کوشید تا دوباره مذاکرات را آغاز نماید اما ناموفق بود. هنگامی که در ماه ژوئن نیروهای پلیس امنیت لیتوانی که به نازی‌ها نزدیک بودند و در درگیری‌ها اخیر با ارتش میهنی تلفات داده بودند در روستای گلینچیشکی دست به کشتار ۳۷ غیرنظامی زدند تنش میان لهستانی‌ها و لیتوانیایی‌ها به اوج رسید. کشژانوسکی به نیروهایش دستور داد تا به عنوان تلافی عملیات‌های خود را افزایش دهند که بر اساس گزارش‌های منتشره در لیتوانی این نیروها در مواردی دست به اقدام علیه غیرنظامیان لیتوانیایی زدند. مشخص نیست که آیا کشژانوسکی از کشتار دوبینگیای که در آن واحدهای ارتش میهنی اقدام به کشتار غیرنظامیان لیتوانیایی کردند مطلع بوده‌است یا نه.

### عملیات تندباد
در بهار ۱۹۴۴ نیروهای مقاومت لهستان جهت آغاز یک قیام ملی برای آزادسازی لهستان از اشغال آلمان پیش از رسیدن شوروی آماده می‌شدند. در ماه ژوئیه نیروهای تحت امر کشژانوسکی عملیات دروازه سپیده‌دم را آغاز نمودند.
علی‌رغم همکاری لهستانی‌ها و نیروهای ارتش سرخ در آزادسازی ویلنیوس، پس از پایان عملیات در ۱۷ ژوئیه کشژانوسکی و دیگر افسران لهستانی توسط شوروی دستگیر شدند.

## پس از جنگ جهانی دوم
در سال ۱۹۴۷ کشژانوسکی توانست از حبس بگریزد اما پس از نزدیکی به یک مقام لهستانی که برای کمونیست‌های لهستانی کار می‌کرد لو رفته و دوباره دستگیر شد. او از هیچ گروه مخفی مقاومت بر علیه شوروی مانند گروه استقلال و آزادی پشتیبانی نمی‌کرد زیرا معتقد بود با خیانت غربی‌ها و برتری کامل شوروی در خاک لهستان هرگونه مقاومت بی‌فایده است اما همچنان با بسیاری از زیردستان سابق خود ارتباط داشت. دولتی کمونیستی لهستان که او را همچنان یک تهدید می‌دید در سال ۱۹۴۸ کشژانوسکی را دستگیر نمود. وضعیت جسمانی کشژانوسکی در زندان رو به وخامت نهاد و او در ۲۹ سپتامبر ۱۹۵۱ در اثر سل درگذشت.

## پس از مرگ

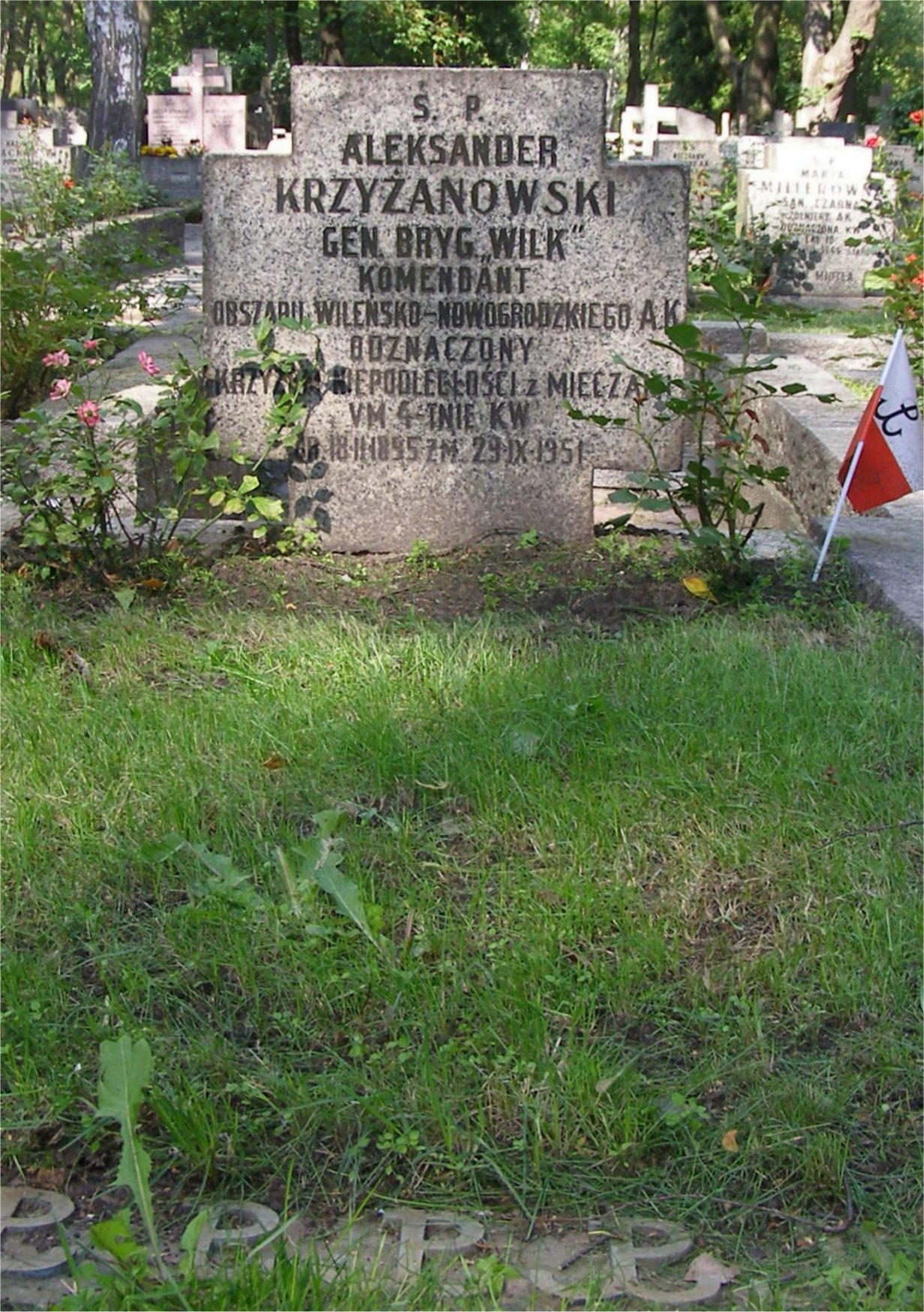
گور الکساندر کشژانوسکی

کشژانوسکی ابتدا در گوری گمنام دفن شده بود اما در سال ۱۹۵۷ و دوره استالین‌زدایی بقایای او را به گورستان نظامی پوونسکی منتقل نمودند.
در سال ۱۹۹۴ درجه سرتیپی به کشژانوسکی اعطا گشت.